# Gad Elmaleh
Pour les articles homonymes, voir Elmaleh.
Gad Elmaleh, né le 19 avril 1971 à Casablanca (Maroc), est un humoriste, acteur, réalisateur et chanteur maroco-canadien,.
Surtout connu en France pour ses spectacles de stand-up, il s'essaie au cinéma en portant les deux comédies Chouchou (2003) et Coco (2009), adaptées de personnages qu'il a créés sur scène.
Parallèlement, il tient également les premiers rôles de comédies romantiques : A+ Pollux (2001), Hors de prix (2006) et Un bonheur n'arrive jamais seul (2012) et donne la réplique à des personnalités de la comédie française : Gérard Depardieu dans Olé ! (2004) de Florence Quentin ou encore Daniel Auteuil et Dany Boon pour La Doublure (2005), de Francis Veber.
Durant les années 2010, il entame une carrière d'humoriste aux États-Unis, après avoir participé à trois productions au succès international : Les Aventures de Tintin : Le Secret de La Licorne de Steven Spielberg, Minuit à Paris (2011) de Woody Allen, et L'Écume des jours (2013) de Michel Gondry. En outre, il est accusé, à partir de 2017, d'avoir plagié plusieurs humoristes américains.

## Biographie

### Jeunesse et formation
Gad Elmaleh naît au sein d'une famille marocaine juive chleuhe à Casablanca, où il fait sa scolarité dans une école primaire du quartier du Maârif puis au lycée Maïmonide et au lycée Lyautey. Gad (גד) signifie « chance » en hébreu, Elmaleh signifie « le salé » en arabe. Son père est un juif berbère, et son grand-père est originaire d'un village dénommé Tachemchit. Gad Elmaleh se réclame de la communauté séfarade.
Il est le fils de David Elmaleh, commerçant qui pratiquait l'art du mime en amateur au CAFC Conc (Cercle amical français de Casablanca), et de Régine Elmaleh. Il est le frère de l'acteur et chanteur Arié Elmaleh ainsi que de Judith Elmaleh, autrice et metteuse en scène. Il parle couramment arabe marocain, français, anglais, un peu le chleuh de par ses origines paternelles,, et a appris l'hébreu et l'araméen à l'école talmudique.
Dès l'âge de 5 ans, il monte sur scène aux côtés de son père, mime, pour annoncer ses numéros à l'aide d'une pancarte. Fasciné par le monde du spectacle, il rêve de devenir « une sorte de Michael Jackson » et s'inspirera plus tard de son travail sur le corps, sur la gestuelle.
En 1988, à 17 ans, il quitte le Maroc et s'installe à Montréal au Québec. Il s'inscrit au DEC en sciences humaines au Cégep de Saint-Laurent. Il fera par la suite des études en sciences politiques à l'Université de Montréal.
En 1992, il arrive en France à Paris pour suivre une formation artistique au cours Florent. Il a pour professeure Isabelle Nanty. Sa première apparition à la télévision française remonte en 1993.

### Débuts médiatiques (années 1990)
Le 10 décembre 1994, Gad Elmaleh monte pour la première fois seul sur scène au cabaret du musée Juste pour rire à Montréal. Ce premier spectacle a été filmé et lui vaut son tout premier cachet d'humoriste. L'événement a lieu à l'initiative de Michel Azoulay, PDG de Modium International, une entreprise d'importation de vêtements, qui, impressionné par les imitations que Gad improvisait chez lui les vendredis soirs lors de dîners, l'encourage à se produire en public. Le premier spectacle réunit six spectateurs, dont quatre membres de sa famille ; la deuxième représentation attire dix personnes. Gad Elmaleh considère aujourd'hui encore Michel Azoulay comme le véritable déclencheur de sa carrière artistique.
Gad Elmaleh rencontre Élie Kakou, dont il devient l'assistant (il s'occupe des projecteurs puis de l'intendance) et fait quelques apparitions à ses côtés sur scène.
Il tente des castings, dont celui de La Haine de Mathieu Kassovitz, mais décroche peu de rôles, il fait appel à son oncle Albert Mallet (qui a modifié son nom) qui dirige Radio Shalom pour y tester ses premiers sketchs.
En 1996, il intègre l'équipe de La Matinale d'Arthur sur Europe 2 où il interprète des auditeurs fictifs de l'émission qui téléphonent à l'animateur. Le personnage le plus fréquemment apparu est Momo Zemio, un jeune Marocain qui a acquis la nationalité française par un mariage blanc et qui cherche à retrouver sa femme qui s'est enfuie après l'avoir dépouillé.
En 1997, il présente sur les planches du théâtre Trévise son premier one-man-show, Décalages, mis en scène par Isabelle Nanty, grâce auquel il se fait connaître du grand public et apparaît dans son premier film, Salut cousin ! de Merzak Allouache.
Il se consacre au cinéma comme acteur en jouant des petits rôles et des comédies, mais il interprète aussi des rôles dramatiques comme dans L'homme est une femme comme les autres ou Train de vie, tous deux sortis en 1998.

### Vedette de la comédie en France (années 2000)

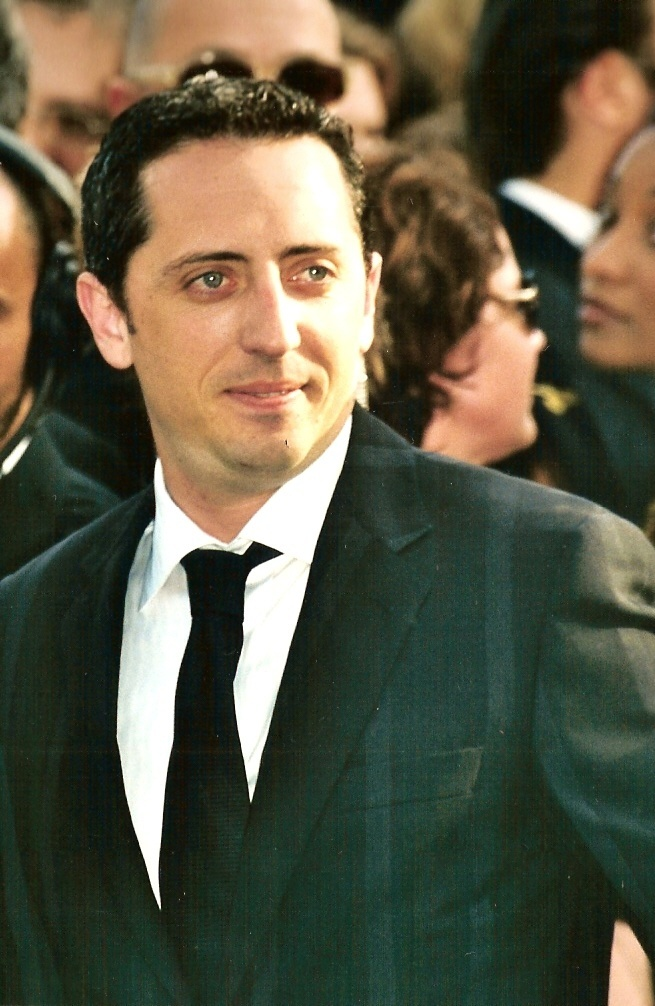
Gad Elmaleh au festival de Cannes 2003, à la suite du succès de Chouchou.

En 2001, Gad Elmaleh présente son second spectacle solo, La Vie normale. La même année, il perce aussi au cinéma, lorsqu'il remplace Vincent Elbaz dans le rôle de Dov Mimran dans la suite très attendue du film La Vérité si je mens, La Vérité si je mens ! 2, de Thomas Gilou. Parallèlement, il partage l'affiche de la comédie romantique A+ Pollux avec Cécile de France.
En 2003, il joue dans la comédie Chouchou, inspirée d'un sketch de La Vie normale, dont il est également le co-scénariste. Il y interprète un travesti romantique aux côtés d'Alain Chabat.
En 2005, il partage l'affiche de la comédie Olé ! avec Gérard Depardieu et il est en tournée pour son spectacle L'Autre c'est moi.
En 2006, il reprend le personnage mythique de François Pignon pour la comédie La Doublure, écrite et réalisée par Francis Veber. Il y a pour principaux partenaires de jeu Dany Boon et Alice Taglioni,. Il partage aussi l'affiche de la comédie romantique Hors de prix, de Pierre Salvadori, avec Audrey Tautou.
En septembre 2006, Gad Elmaleh réalise une mini-tournée aux États-Unis, marquée par un spectacle à Broadway au Beacon Theatre devant un public de 3 000 personnes.
Le 6 janvier 2007, il est élu par les spectateurs de la chaîne de télévision TF1 « homme le plus drôle de l'année » devant 49 autres humoristes. Au début de l'année 2007, il reprend L'autre c'est moi (avec des modifications qui préparent son nouveau spectacle) au Maroc, en France, en Belgique et en Suisse. C'est dans le cadre du festival Juste pour rire 2007, à Montréal au Québec, que l'humoriste présente sa prestation Papa est en haut pour la première fois. La tournée commence en octobre 2007 et s'arrête en 2008. Le DVD du spectacle est commercialisé en novembre 2008.
La même année, Gad Elmaleh interprète pour la première fois un rôle dramatique important, au côté de Richard Berry, dans Comme ton père de Marco Carmel.

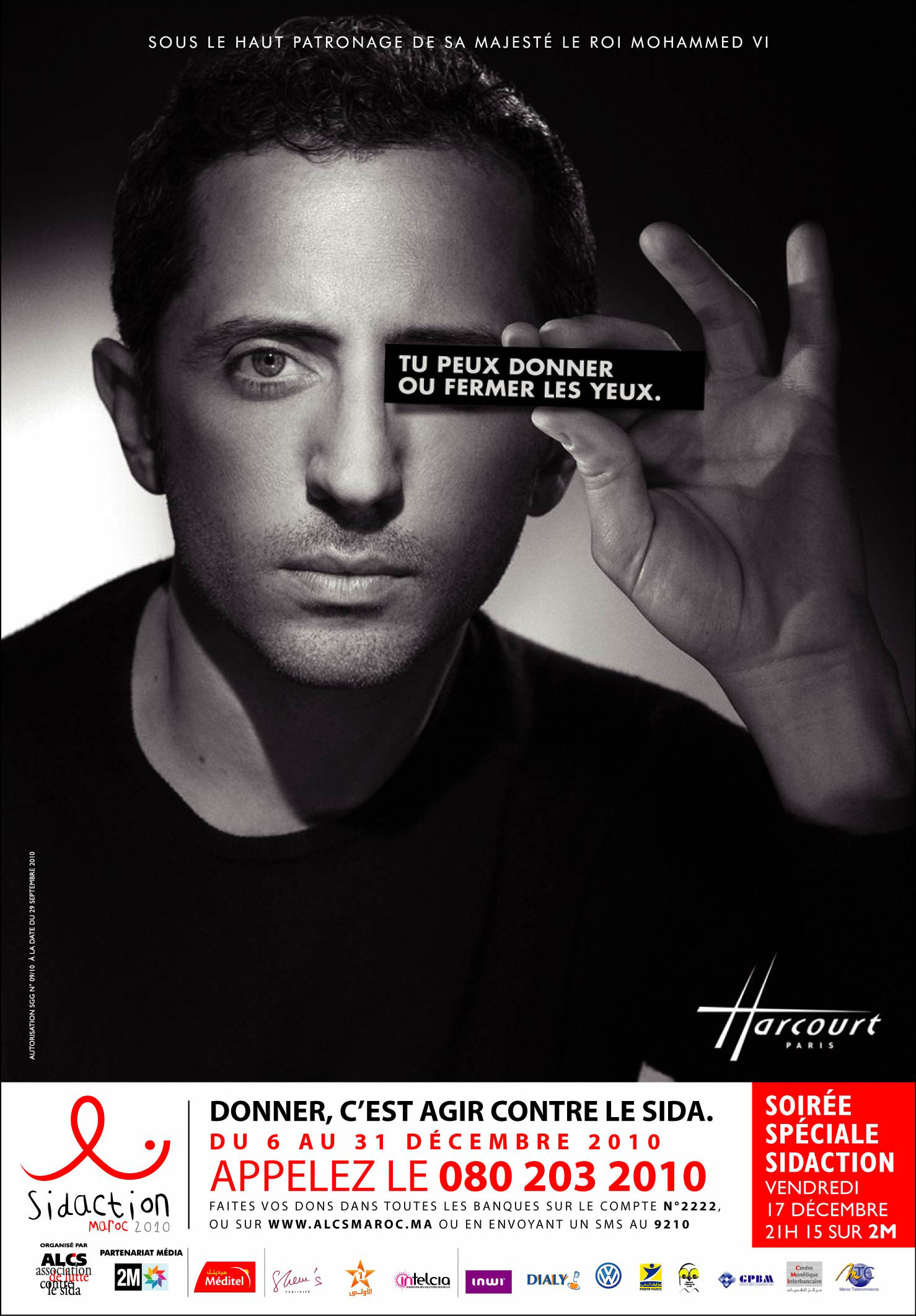
Affiche pour la campagne du Sidaction avec Gad Elmaleh, en 2010.

Pendant cet intermède, il réalise son premier long-métrage, la comédie Coco, en reprenant le personnage qu'il avait créé dans son spectacle La Vie normale. Le film reçoit un accueil critique mitigé — Le Monde considère qu'il souffre d'un « scénario qui manque singulièrement de substance, une absence de consistance des personnages secondaires réduits à des rôles de faire-valoir, une fidélité trop grande au texte et aux bons mots du one-man-show » — et est « récompensé » par un Gérard dans la catégorie « Gérard de la feignasse tellement décontractée du gland qu'elle recycle un de ses vieux sketches en film d'une heure et demie ».
L'année 2010 est marquée par la sortie de l'ambitieux drame historique La Rafle, réalisé par Roselyne Bosch. Il y côtoie Mélanie Laurent et Jean Reno.
Une fois le film sorti, il reprend la tournée Papa est en haut pendant deux ans (jusqu'en 2010) au Palais des Sports, à Paris, ainsi que dans le reste de la France, et réfléchit déjà à un nouveau spectacle pour 2011 portant sur l'écologie.
Il anime la cérémonie de remise des César en 2004, en 2005 et 2010.

### Carrière américaine et échecs répétés (années 2010-2020)

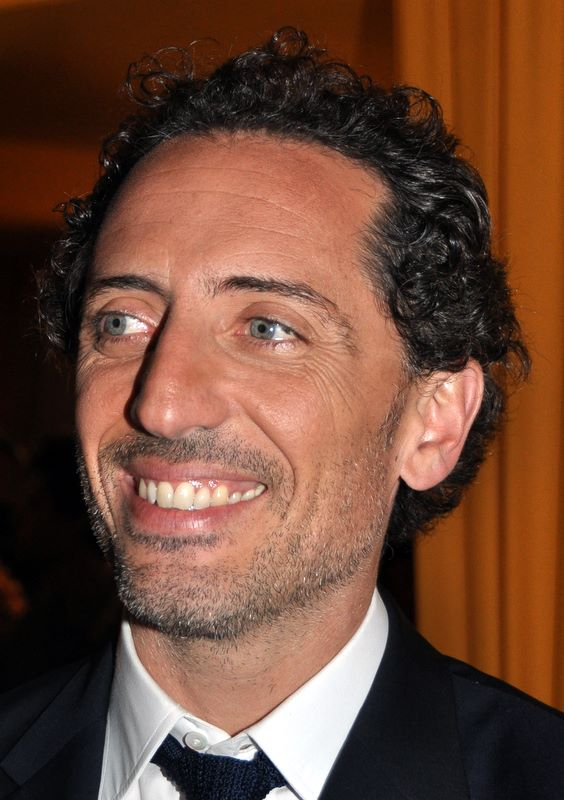
L'acteur à l'avant-première des Aventures de Tintin : Le Secret de la Licorne, en octobre 2011.

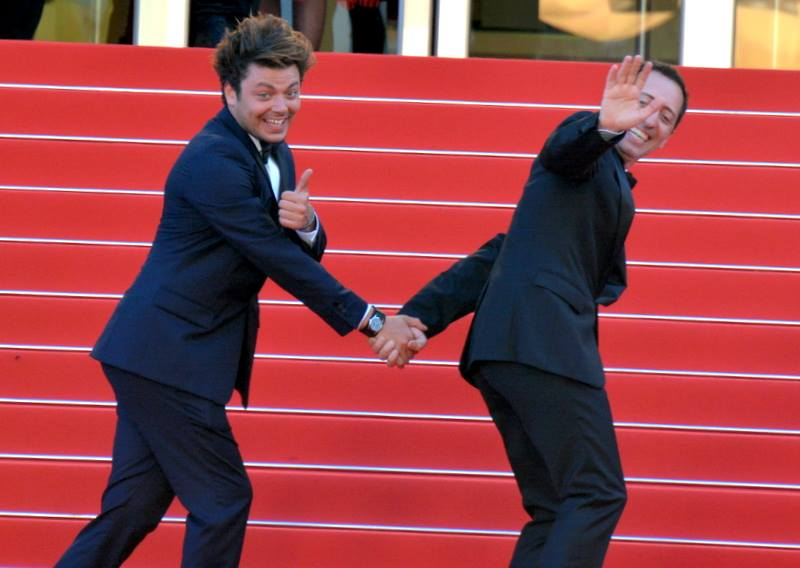
L'humoriste avec Kev Adams au Festival de Cannes 2016.

Gad Elmaleh commence cette décennie en faisant partie des distributions de deux films américains importants : la comédie fantastique Minuit à Paris, écrite et réalisée par Woody Allen, puis en incarnant Omar Ben Salaad dans le blockbuster d'animation Les Aventures de Tintin : Le Secret de La Licorne, réalisé par Steven Spielberg, à la fois en version originale et en version française. Il joue aussi des petits rôles dans d'autres comédies américaines, par exemple dans Jack et Julie, avec Adam Sandler, Katie Holmes et Al Pacino.
L'année 2012 est marquée par les derniers grands projets de l'artiste au cinéma : il partage l'affiche d'une nouvelle comédie romantique, Un bonheur n'arrive jamais seul, de James Huth, avec Sophie Marceau ; puis il fait partie du quatuor de valeurs comiques réunies par Olivier Dahan pour sa comédie chorale Les Seigneurs ; enfin, il s'essaie pour la troisième fois au drame en étant la tête d'affiche du thriller Le Capital, coécrit et réalisé par Costa-Gavras.
En 2013, Gad Elmaleh tourne des spots publicitaires pour la banque LCL, qui sont très mal accueillis par le public. Il devient même la « risée du web » selon Le Nouvel Observateur. C'est la même année qu'il rejoint la troupe des Enfoirés et qu'il tient aussi un second rôle dans la comédie dramatique à gros budget, L'Écume des jours, réalisée par Michel Gondry.
Le 19 décembre 2014, une représentation en public de l'humoriste au Palais des Sports de Paris est interrompue par l'animateur Arthur lors de son émission En direct avec Arthur, puis retransmise en direct sur TF1, séquence pendant laquelle l'humoriste se voit remettre par Estelle Denis un prix pour ses 20 ans de scène, à sa grande surprise (non feinte)[réf. nécessaire].
En 2016, Gad Elmaleh fait avec Kev Adams une tournée avec un spectacle commun, intitulé Tout est possible. Ce spectacle est diffusé sur M6 le 24 novembre 2016, réunissant plus de 4,11 millions de téléspectateurs soit 16,7 % des parts de marché.
Parallèlement, il se concentre sur une carrière internationale, mais en octobre 2016, il essuie l'échec critique de la mini-série Crisis in Six Scenes, créée par Woody Allen. Puis, après avoir participé à plusieurs émissions américaines, il lance début 2017 sur la plateforme Netflix son premier spectacle américain, American Dream, reçu avec froideur par la critique. Parallèlement, Gad Elmaleh porte en France l'adaptation de l'émission américaine culte Saturday Night Live ; une première émission est diffusée par M6, mais aucun autre numéro ne sera tourné par la suite.
Le mois d'avril 2019 est marqué par le lancement par la plateforme Netflix de la série comique Huge en France, dont Gad Elmaleh tient le premier rôle. Cependant, les critiques sont mauvaises, en France, comme aux États-Unis. Il fait son retour sur scène au Théâtre de la Madeleine dans la pièce L'Invitation avec Philippe Lellouche, qui le met en scène, et Lucie Jeanne. Le 1er janvier 2020, la chaîne de télévision M6 retransmet en direct l'avant-dernière représentation du spectacle, qui est suivie par plus de 3 millions de téléspectateurs,.
La tournée française d'un nouveau spectacle intitulé D'ailleurs, dont le lancement est prévu au printemps 2020, est reportée en raison de la pandémie de Covid-19.
En 2024, Gad Elmaleh achète le cabaret Michou.

### Réalisateur
Dans son film Reste un peu, réalisé en 2022, Gad Elmaleh raconte son cheminement spirituel, depuis la religion de ses parents, fervents juifs pratiquants, jusqu'à sa découverte de la Vierge Marie et du christianisme. Ce film autobiographique relate son éveil spirituel, dès l'adolescence, à la religion catholique. Il y est en particulier question de son intérêt pour sainte Bernadette (Marie-Bernarde Soubirous) et de ses difficultés à assumer publiquement sa foi catholique. L'acteur y fait également part de rencontres décisives, dont celle de sœur Catherine, religieuse de la Communauté des Béatitudes alors responsable de la pastorale des jeunes, et celle du curé de la paroisse de Boulogne-Billancourt, qui l'accompagnent lors de son chemin et sa conversion spirituelle.
À l'occasion de la sortie de son film, l'UNADFI (Union Nationale des Associations de Défense des Familles et de l'Individu victimes de sectes) dénonce le prosélytisme de Gad Elmaleh en faveur de la Communauté des Béatitudes, dont il est accusé de faire l'apologie en dépit des poursuites dont cette communauté fait l'objet depuis 2010 pour abus sexuels. Sollicité par l'hebdomadaire L'Express, Elmaleh n'a pas souhaité s'exprimer à ce sujet. Son attachée de presse expliquera qu'il n'avait pas enquêté sur le mouvement. Pourtant, les informations relatives aux poursuites judiciaires à l'encontre de cette communauté étaient à l'époque disponibles,.

### Vie privée
Gad Elmaleh a eu une liaison amoureuse avec l'actrice Marie Fugain, puis avec la violoncelliste Sabine Lagarde.
Il a vécu en couple avec l'actrice Anne Brochet, avec qui il a eu un fils prénommé Noé en 2000. Le couple s'est séparé en 2002,.
De 2004 à 2008, Gad Elmaleh a entretenu une relation amoureuse avec la danseuse étoile Aurélie Dupont.
En 2008, il a eu une liaison avec l'actrice Nora Arnezeder.
En 2009 et 2010, il a vécu avec la journaliste Marie Drucker.
À partir de décembre 2011, Gad Elmaleh a une relation amoureuse avec Charlotte Casiraghi, fille de la princesse Caroline de Monaco ; de nombreuses sources ont évoqué un éventuel mariage en 2013, mais l'intéressé a démenti la rumeur dans le journal américain The Washington Post. Le couple a eu un garçon, Raphaël, né à Monaco le 17 décembre 2013 ; l'enfant fait partie de la famille princière de Monaco mais ne figure pas dans l'ordre de succession au trône monégasque car considéré comme « enfant illégitime »,. Le 25 juin 2014, Raphaël a été baptisé à la Principauté dans le rite catholique (religion d'État de Monaco). Gad Elmaleh a ainsi renoncé à inscrire son fils dans la tradition juive. Le couple s'est séparé en octobre 2015. L'humoriste a par la suite évoqué cette rupture sur scène.

### Engagements solidaires
Suite au séisme au Maroc en septembre 2023, Gad Elmaleh lance un appel aux dons pour que le Secours populaire français achemine une aide d'urgence aux sinistrés.

## Polémiques

### SwissLeaks
Le journal Le Monde rapporte en 2015 que Gad Elmaleh figure sur la liste, révélée par SwissLeaks, des clients français de la filiale suisse de la banque HSBC, où il aurait disposé entre 2006 et 2007 d'un compte sur lequel un peu plus de 80 000 euros auraient été déposés. Selon le journal, Gad Elmaleh aurait cependant régularisé sa situation auprès de l'administration fiscale française,.

### SketchLes Chinois
Le 4 décembre 2016, la chaine de télévision M6 diffuse dans le cadre de la retransmission du spectacle Tout est possible un sketch avec Gad Elmaleh et Kev Adams intitulé Les Chinois dans lequel, vêtu de déguisements et « digne de Michel Leeb », il use des jeux de mots sur « sushi », « saké » et « nem »,,,. Le rédacteur en chef de Clique TV, Anthony Cheyland, met en cause le sketch qui véhiculerait des stéréotypes sur les Asiatiques,. Toutefois, Mouloud Achour, responsable de Clique TV, décide de supprimer le texte en expliquant : « Gad étant, depuis mon adolescence, un mec de chez nous, qui embrasse nos combats contre la bêtise et le racisme. » Sur les réseaux sociaux, Anthony Cheyland précise ses intentions : « Non, Kev Adams et Gad Elmaleh ne sont pas racistes. Tous deux l'ont montré depuis longtemps, dans leurs carrières professionnelles et leurs engagements respectifs. En écrivant ma tribune, je n'ai jamais été dans une volonté de créer du clash, de monter les gens entre eux ou de générer des clics, mais de partager un ressenti et d'en parler. Ce sketch est un exemple des problèmes de représentation que rencontrent les Asiatiques. »
En avril 2018, en réaction à la critique à l'occasion de la rediffusion du sketch,,,, le comédien présente des excuses dans l'émission Touche pas à mon poste et déclare être « avec vous [les Asiatiques] dans le combat contre le racisme ». Il estime ensuite qu'il s'agit d'un malentendu : « Ce sketch s'appuie volontairement sur des clichés, y'a aucune malice, aucune intention de blesser une communauté […] c'est presque un sketch sur les sketchs sur les Asiatiques. »

### Accusations de plagiat
En 2015, l'artiste musical Saïd Mosker entame une procédure judiciaire contre Gad Elmaleh, l'accusant de plagiat d'une de ses œuvres musicales,.
En octobre 2017, Gad Elmaleh est accusé par la chaîne YouTube anonyme CopyComic, à l'instar d'autres humoristes français comme Tomer Sisley, Jamel Debbouze, Malik Bentalha ou encore Arthur, d'avoir plagié des humoristes nord-américains dans ses spectacles.
Le 28 janvier 2019, la chaîne YouTube CopyComic publie une vidéo qui recense les nombreuses ressemblances entre des sketchs et blagues de Gad Elmaleh et ceux d'humoristes comme George Carlin, Martin Matte, Martin Petit, Dany Boon, Dieudonné, Richard Pryor, Steven Wright, Éric Fraticelli, Fellag, Donel Jack'sman, Coluche, Dana Carvey, Patrick Huard, Titoff et Jerry Seinfeld,,,. À la suite de la diffusion de cette vidéo, une salle de spectacle de Montréal décide de ne plus l'inviter.
Dans un premier temps, l'humoriste répond à la polémique par la dérision en diffusant, le 14 février 2019 sur les réseaux sociaux, un sketch où il prend l'apparence de son personnage de Chouchou pour s'en prendre aux « hargneux » d'Internet, sans pour autant répondre directement aux accusations faites à son encontre.
Par la suite, le 20 février 2019, les avocats de l'humoriste demandent la suppression des tweets et des vidéos YouTube concernés, et la divulgation de l'identité du titulaire du compte Twitter CopyComic, accusant le vidéaste de contrefaçon. En effet, Gad Elmaleh soutient que les contenus diffusés par CopyComic portent « atteinte à ses droits voisins sur les vidéogrammes reproduits sans autorisation [et seraient] constitutif[s] de contrefaçon en application du code de la propriété intellectuelle française »,,. Le 23 février 2019, les deux tweets retirés à la demande des avocats de Gad Elmaleh sont finalement rétablis par le réseau social américain, jugeant que les tweets incriminés ne sont pas « manifestement illicites » au regard de sa politique de modération de contenu. De plus, le fait qu'en février 2019, l'humoriste Gad Elmaleh ait tenté d'obtenir la suppression des tweets du compte Twitter du vidéaste CopyComic qui l'accuse de plagiat par le biais des avocats de sa société de production,, a provoqué un effet Streisand. En effet, à la suite du retrait des tweets litigieux par Twitter, de nombreux internautes ont posté les vidéos incriminées sur leurs propres comptes.
Le 9 avril 2019, Gad Elmaleh déclare lors d'une interview donnée sur l'antenne d'Europe 1 que la création artistique de ses spectacles repose sur des « observations » qui « n'appartiennent à personne ». Selon lui, « on mélange tout » en confondant inspiration et plagiat ; Gad Elmaleh rappelle son premier sketch en ces termes : « La Chèvre de monsieur Seguin, je ne sais plus qui l'a écrit [le texte original], mais c'était mon regard ». Le comédien invoque la « parodie ».
Dans la même interview, il affirme : « Mon métier d'humoriste ne se limite pas à une liste de blagues. Ce que je propose, c'est un regard, un univers. » Il défend aussi sa vision du métier d'humoriste : « Est-ce que vous avez déjà mis un truc dans le micro-ondes, vous l'avez fait chauffer, au bout de quatre minutes vous le ressortez, le plat est brûlant et l'intérieur est froid. Ce n'est pas une invention, c'est un point de départ pour écrire un petit sketch [...] C'est une observation qui n'appartient à personne. »
Le 24 septembre 2019, Gad Elmaleh reconnaît une « partie de vrai » au sujet de l'inspiration empruntée à d'autres artistes, tout en jugeant ces accusations « démesurées » par rapport à ce qu'elles représentent dans son travail,.

## Spectacles

### En solo

#### Décalages(1997)
Décalages, est le titre de son premier spectacle solo. Il retrace son parcours depuis le départ du Maroc, en passant par Montréal et jusqu'à la France, où il se forme au cours Florent. De nombreux personnages tels le grand-père Baba Yehya ou encore Abderrezzaq El Merhaoui ont marqué les esprits, avec des sketchs comme le McDonald's et La Chèvre de monsieur Seguin (où il revisite l'une des plus célèbres Lettres de mon Moulin d'Alphonse Daudet). Ce spectacle est sorti en VHS le 1er septembre 1997 celui qui a fait connaître du grand public en France, et en DVD le 4 novembre 2009.

#### La Vie normale(2000)
Le deuxième one-man-show donne naissance à la chanson Petit Oiseau, mais aussi à de nombreux personnages comme Chouchou et Coco, que Gad Elmaleh adaptera ensuite au cinéma. C'est avec La Vie normale qu'il joue pour la première fois sur la scène de l'Olympia. Ce spectacle sort en DVD le 23 janvier 2001.

#### L'autre c'est moi(2005)

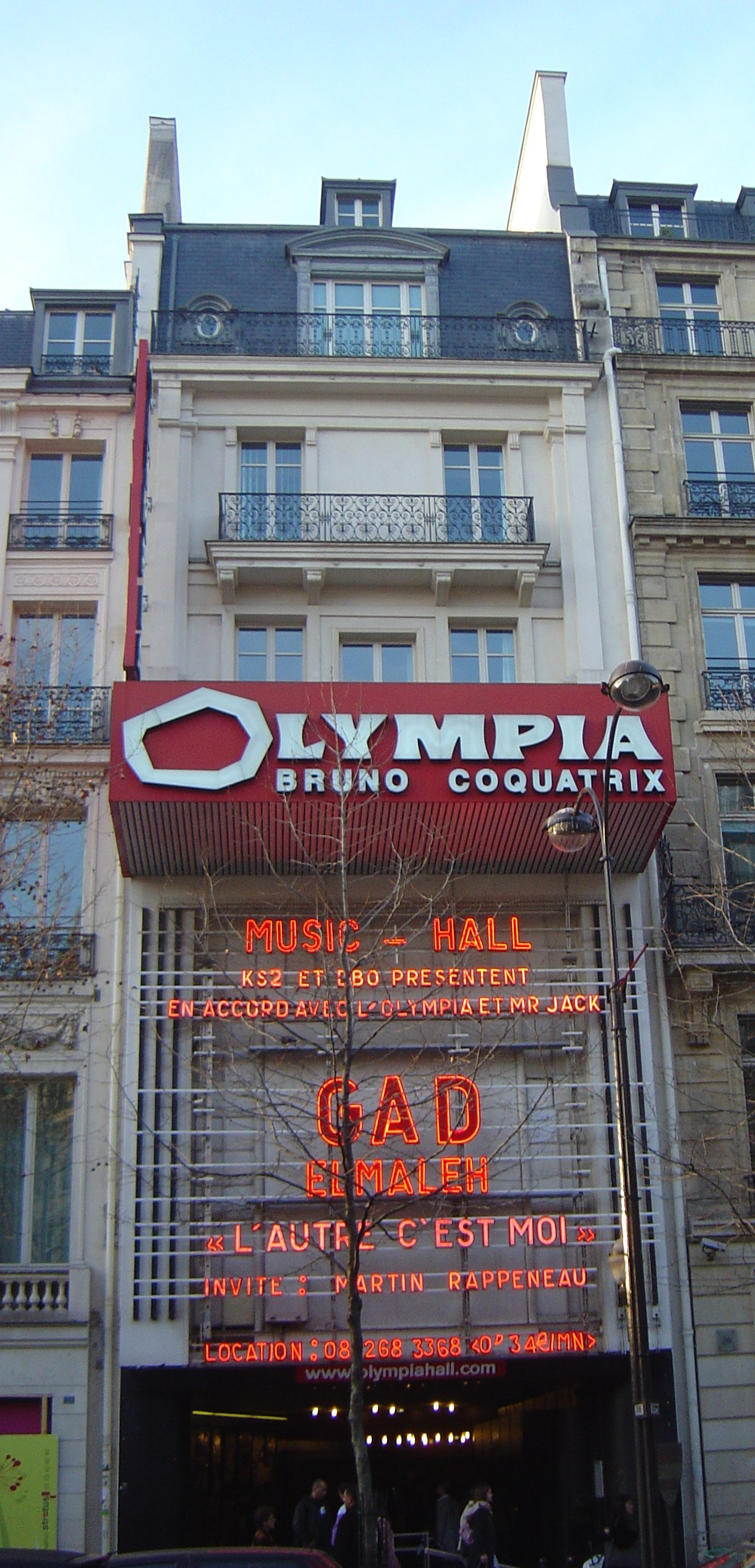
Annonce du spectacle L'Autre c'est moi à l'Olympia en 2005.

Dans le spectacle L'autre c'est moi, contrairement aux deux précédents, Gad Elmaleh emprunte la forme du stand-up en s'adressant directement au public. Il introduit ainsi de nombreux personnages comme, notamment, celui du « Blond », l'homme parfait qui n'a aucune difficulté à surmonter les aléas de la vie. Il place ce personnage dans différents contextes comme les sports d'hiver, un restaurant, la piscine ou l'aéroport. L'autre c'est moi attire 300 000 spectateurs, et le DVD sorti le 24 novembre 2005 se vend à 1 500 000 exemplaires. Le spectacle est joué à New York, Miami, Los Angeles, Londres et Casablanca.[source secondaire souhaitée]

#### Papa est en haut(2007)

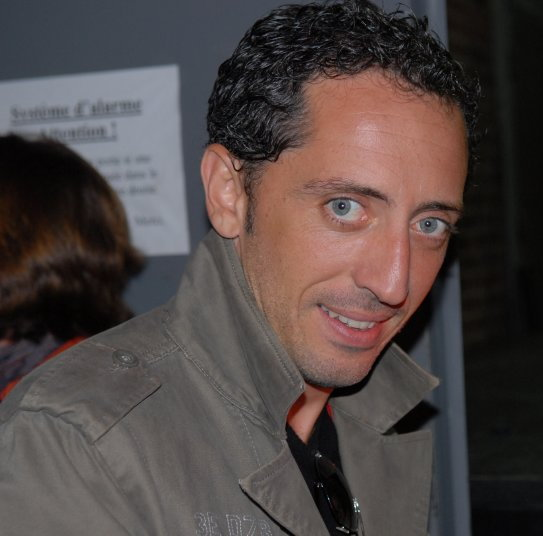
L'humoriste en septembre 2006, après une représentation à Montréal.

La première de Papa est en haut est jouée au Festival de Poupet à Saint-Malô-du-Bois, en France, le 12 juillet 2007. Il joue aussi ce spectacle le 15 juillet 2007 à Montréal, dans le cadre du Festival Juste pour rire et à Tunis au Festival international de Carthage à guichets fermés, ainsi qu'au Paléo Festival Nyon le 28 juillet 2007, devant près de 40 000 personnes. Une tournée se tient en France entre octobre 2007 et février 2008.
Dans ce spectacle, mis en scène par sa sœur Judith Elmaleh, il parle de son enfance, de son fils et de son père ; plus d'un million de places seront vendues. Le DVD de ce spectacle est enregistré les 11 et 12 avril 2008 au Palais des sports de Paris et sort le 6 novembre 2008, pour se vendre à plus de 1 000 000 d'exemplaires. Gad Elmaleh prolonge la tournée de Papa est en haut en 2010 et teste déjà des répliques de son prochain spectacle qui porte en partie sur l'écologie.

#### Sans tambour(2013)
Gad Elmaleh entame en mai 2013 la tournée de son one-man-show intitulé Sans tambour, coécrit avec sa sœur Judith Elmaleh. Ce spectacle sort en DVD le 19 novembre 2014.

#### 20 ansde scène (2015)
Pour fêter son 20e anniversaire de one-man show, il organise au Palais des Sports de Paris le 16 mai 2015, accompagné de musiciens, une version de Sans tambour. Durant vingt représentations, il y interprète notamment Chouchou, et certains artistes viennent le voir comme Kev Adams, Claudia Tagbo ou encore Johnny Hallyday.

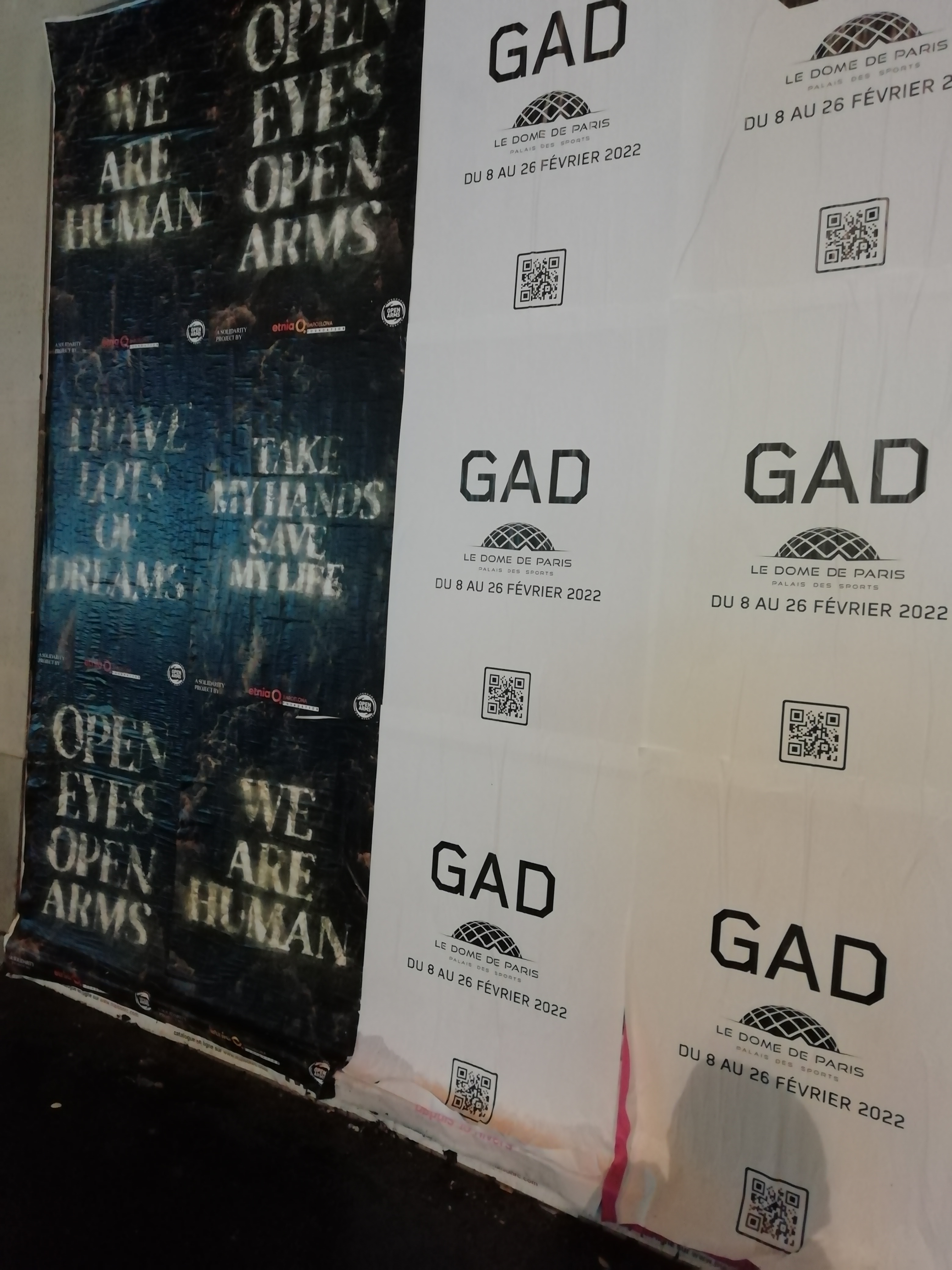
Affiche du spectacle de Gad Elmaleh, boulevard Saint-Michel à Paris, en 2022.

#### Oh My Gad(2015)
En 2015, Gad Elmaleh désire « se challenger » au cours de sa tournée aux États-Unis où il interprète ses spectacles en anglais. Il la débute au Joes Pub, dans la ville de New York [réf. souhaitée].

#### Gad Elmaleh part en live(2016)
Le spectacle est diffusé le 24 janvier 2017 sur Netflix.

#### American Dream(2017)
Il s'agit de son premier spectacle en anglais,.

#### D'Ailleurs(2022)
Spectacle de la maturité, Gad y parle de la cinquantaine et de son rapport à la longévité, au monde du spectacle, à sa famille et à son retour d'expatriation.

#### Lui-même(2024)
Spectacle introspectif

### En duo
- 2016 : Tout est possible (duo avec Kev Adams)

### Pièces de théâtre
- 1998 : Tout contre de Patrick Marber, mise en scène Patrice Kerbrat, théâtre Fontaine
- 2019 : L'invitation d'Hadrien Raccah avec Philippe Lellouche et Lucie Jeanne, mise en scène par Philippe Lellouche au théâtre de la Madeleine

## Filmographie

### Acteur

#### Cinéma
- 1996 : Salut cousin ! de Merzak Allouache : Allilou
- 1997 : XXL d'Ariel Zeitoun : Sammy
- 1997 : Vive la République ! d'Éric Rochant : Yannick / Antoine
- 1998 : Les Sœurs Hamlet d'Abdelkrim Bahloul : Malo
- 1998 : Train de vie de Radu Mihaileanu : Manzatou
- 1998 : L'homme est une femme comme les autres de Jean-Jacques Zilbermann : David Applebaum
- 1999 : On fait comme on a dit de Philippe Bérenger : Terry
- 2000 : Deuxième vie de Patrick Braoudé : Lionel
- 2001 : La Vérité si je mens ! 2 de Thomas Gilou : Dov Mimran
- 2001 : A+ Pollux de Luc Pagès : Halvard Sanz
- 2001 : Les gens en maillot de bain ne sont pas (forcément) superficiels d'Éric Assous : Jimmy
- 2003 : La Beuze de François Desagnat et Thomas Sorriaux : le spécialiste des Stups
- 2003 : Chouchou de Merzak Allouache : Chouchou
- 2003 : Les Clefs de bagnole de Laurent Baffie: lui-même
- 2004 : Les Onze Commandements de François Desagnat et Thomas Sorriaux : lui-même
- 2004 : Olé ! de Florence Quentin : Ramon Holgado
- 2004 : Bab el web de Merzak Allouache : Apparition
- 2005 : La Doublure de Francis Veber : François Pignon
- 2006 : Hors de prix de Pierre Salvadori : Jean
- 2007 : Comme ton père de Marco Carmel : Félix
- 2009 : Coco de Gad Elmaleh : Coco
- 2010 : La Rafle de Roselyne Bosch : Schmuel Weismann
- 2011 : Minuit à Paris (Midnight in Paris) de Woody Allen : le détective Tisserant
- 2012 : The Dictator de Larry Charles : un manifestant opprimé en Wadiya
- 2012 : Jack et Julie (Jack & Jill) de Dennis Dugan : le cuisinier d'Al Pacino
- 2012 : Un bonheur n'arrive jamais seul de James Huth : Sacha
- 2012 : Les Seigneurs d'Olivier Dahan : Rayane Ziani
- 2012 : Le Capital de Costa-Gavras : Marc Tourneuil
- 2013 : L'Écume des jours de Michel Gondry : Chick
- 2016 : Pattaya de Franck Gastambide : le Marocain
- 2016 : L'Orchestre de minuit de Jérôme Cohen-Olivar : Rabbi Moshe
- 2017 : Loue-moi ! de Coline Assous, Virginie Schwartz : le professeur de Taï Chi Chuan à l'Eventail
- 2021 : Flashback de Caroline Vigneaux : Robespierre
- 2022 : Reste un peu de lui-même
- 2023 : Alibi.com 2 de Philippe Lacheau : Hafid

#### Courts métrages
- 1994 : Manivelle de Daniel Cattan
- 1999 : Les Petits Souliers d'Olivier Nakache et Éric Toledano
- 1999 : Clown d'Alexandre Ciolek
- 1999 : De source sûre de Laurent Tirard
- 1999 : Trait d'union de Bruno Garcia
- 2000 : Dieu, que la nature est bien faite ! de Sophie Lellouche
- 2021 : Purplemind d'Emy LTR

#### Télévision
- 1994 : Fruits et légumes : Réda Badoui
- 1997 : Noël chez Bugs Bunny
- 1999 : À bicyclette de Merzak Allouache
- 2001 : Burger Quiz (présentateur)
- 2008 : L'Autre c'est moi (spectacle)
- 2010 : 2 heures de rire avec Gad Elmaleh sur TF1 avec Jean-Pierre Foucault
- 2010 : Made in Jamel (série de sketches de Jamel Debbouze)
- 2010 :  Papa est en haut sur TF1 avec des invités comme Élie Semoun et Jamel Debbouze
- 2011 : Téléthon 2011 avec Cyril Hanouna
- 2011 : Zak (épisode 7)
- 2011 : Marrakech du rire 2011
- 2011 : Papa est en haut (spectacle diffusé en direct)
- 2012 : Marrakech du rire 2012
- 2013 : Vendredi tout est permis avec Arthur, TF1
- 2013 : La télé commande
- 2013 : Dans le cadre la collection Le jeu des 7 Familles, épisode : Welcome to China de Olivier Ayache-Vidal
- 2015 : 20 sur scène
- 2015 : Marrakech du rire 2015
- 2016 : Kev et Gad, tout est possible, M6
- 2016 : Crisis in Six Scenes de Woody Allen : Moe (épisodes 5 et 6)
- 2017 : Saturday Night Live, adaptation française de l'émission américaine, M6
- 2019 : Huge en France, Netflix
- 2023 : LOL : qui rit, sort ! sur Amazon Prime : participation

#### Doublage
- 2000 : Docteur Dolittle 2 de Steve Carr : voix française d'Archie
- 2007 : Bee Movie : Drôle d'abeille de Simon J. Smith : voix française de Barry B. Benson
- 2010 : Moi, moche et méchant de Chris Renaud et Pierre Coffin : voix française de Gru[105]
- 2011 : Les Aventures de Tintin : Le Secret de La Licorne de Steven Spielberg : voix française et originale d' : Omar Ben Salaad
- 2011 : Un monstre à Paris de Bibo Bergeron : voix française et originale de Raoul
- 2013 : Moi, moche et méchant 2 de Chris Renaud et Pierre Coffin : voix française de Gru
- 2014 : Astérix : Le Domaine des dieux : voix d'un Romain
- 2015 : Les Minions : voix française du petit Gru
- 2017 : Moi, moche et méchant 3 : voix française de Gru
- 2022 : Les Minions 2 : Il était une fois Gru : voix française de Gru
- 2024 : Moi, moche et méchant 4 : voix française de Gru

### Scénariste
- 2002 : Chouchou de Merzak Allouache
- 2009 : Coco de lui-même
- 2014 : 10 Minutes in America (téléfilm documentaire) de lui-même
- 2022 : Reste un peu de lui-même

### Réalisateur
- 2009 : Coco
- 2014 : 10 Minutes in America (téléfilm documentaire)
- 2022 : Reste un peu

### Autres
- 2006 : Mauvaise Foi de Roschdy Zem - chant (générique de fin)
- 2012 : Un bonheur n'arrive jamais seul de James Huth - chant et piano (How Could I Let You Go)
- 2013 : L'Écume des jours de Michel Gondry - chant (Caravan)
- 2014 : 10 Minutes in America (téléfilm documentaire) - producteur

## Musique

### Albums studio
Gad Elmaleh chante et joue de la guitare et du piano dans ses spectacles La Vie normale, L'Autre c'est moi et Papa est en haut. Il chante par exemple Petit oiseau dans tous ses one-man-shows, Fais dodo dans Papa est en haut ou encore Une chèvre bleue.
Il écrit et interprète l'introduction et un interlude, sous forme de sketchs, sur le deuxième album d'Alliance Ethnik, Fat comeback (1999), notamment avec Jamel Debbouze avec qui il avait repris Mélissa de Julien Clerc et Smells Like Teen Spirit en version raï.
Il signe plusieurs autres titres humoristiques, comme J'ai la haine avec Dieudonné en 2000 ou la chanson Its kyz my life (chantée en yaourt), en hommage aux Bratisla Boys, en 2002.
Il est également présent sur la compilation de DJ Abdel Évolution 2011 sur un morceau avec L'Algérino, dans lequel il reprend le personnage Coco.
En 2003, 2004 et 2013, il participe aux spectacles des Enfoirés.
Il participe aussi au conte musical Le Soldat rose 2 de Francis Cabrel où il interprète la chanson En pâte à modeler.
Il chante deux reprises en duo sur l'album Forever Gentlemen sorti en 2013 : New York, New York avec Garou et Singing in the Rain aux côtés de M. Pokora.
À l'occasion d'une vidéo postée sur YouTube, il chante aux côtés d'Irma pour une reprise du titre Isn't She Lovely? de Stevie Wonder.
En 2015, il chante aux côtés de LiMa Project le titre Danse de la joie.
Il chante également dans certains films. Il co-interprète avec Souad Massi la chanson du générique de fin du film Mauvaise Foi (2006) de Roschdy Zem. Il interprète aussi le titre How Could I Let You Go en s'accompagnant au piano dans le film Un bonheur n'arrive jamais seul (2012). Il participe également à la bande-son de L'Écume des jours de Michel Gondry sur le titre Caravan.
En 2021, il rend hommage à Claude Nougaro avec l'album Dansez sur moi, réalisé par Jeremy Hababou et Éric Legnini et publié chez Blue Note Records.

## Comédies musicales
En 2019, il s'investit comme coproducteur de la comédie musicale Bernadette de Lourdes mise en scène par Serge Denoncourt.

## Distinctions

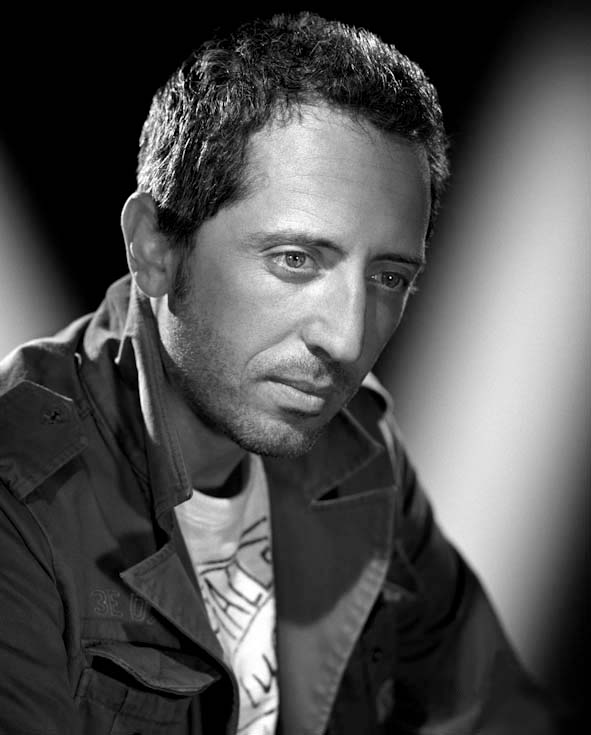
Gad Elmaleh en 2007.

### Récompenses
- Prix SACEM 2004 : meilleur one-man-show
- Prix SACD 2006 : meilleur one-man-show
- Globes de Cristal 2006 : meilleur one-man-show pour La Vie normale
- NRJ Ciné Awards 2007 : meilleur baiser pour le film Hors de prix avec Audrey Tautou
- Prix Felix 2010 : artiste de la Francophonie s'étant le plus illustré au Québec
- Globes de Cristal 2014 : meilleur one-man-show pour Sans tambour

### Nominations
- César 2004 : meilleur acteur pour Chouchou
- Brutus du cinéma 2010 : meilleur réalisateur pour Coco

### Décorations
France
- Officier de l'ordre des Arts et des Lettres (2011)[112] ; chevalier (2006)

Québec
- Chevalier de l'Ordre national du Québec (16 mai 2017), par Philippe Couillard, Premier ministre du Québec